# ゾフィー (オーストリア大公妃)
ゾフィー・フォン・バイエルン（ドイツ語: Sophie von Bayern, 1805年1月27日 - 1872年5月28日）は、バイエルン国王マクシミリアン1世の娘で、オーストリア大公フランツ・カールの妻。オーストリア皇帝フランツ・ヨーゼフ1世、メキシコ皇帝マクシミリアンの母親である。

## 生涯

### 結婚まで
ゾフィーはバイエルン王マクシミリアン1世と、その2番目の妻でバーデン大公世子カール・ルートヴィヒの娘であるカロリーネの間の第5子、三女として、1805年1月27日に生まれた。異母兄にバイエルン王ルートヴィヒ1世、異母姉にオーストリア皇后カロリーネ・アウグステ（ゾフィーの義母でもある）、同母姉にプロイセン王妃エリーザベト・ルドヴィカ、ザクセン王妃アマーリエ・アウグステ、そして双子の妹にはザクセン王妃マリア・アンナがいる。
両親は当時の王族の慣わしに反して、大勢の子供たちを自分たちの手で育てた。国王夫妻は子供を近代的な考え方の持ち主に育てようとし、因襲的な考え方には捕われなかったものの、時間厳守を徹底的に守らせるなど、多くの規則を作って子供たちを教育した。ゾフィーは黒みがかった瞳と薔薇色の肌、ほっそりしたスタイルの良い体つきをした、大変な美少女であった。この美貌は肖像画に描かれ、肖像画は異母兄ルートヴィヒ1世がニンフェンブルク宮殿内に作った美人画廊（Schönheitengalerie）に飾られた。
父マクシミリアン1世とオーストリア皇帝フランツ2世は、両家の将来のために重要な縁組として皇帝の次男フランツ・カール大公とゾフィーの結婚を構想するようになり、ゾフィーの兄姉が若い2人の見合いをお膳立てした。
ゾフィーにとって、未来の夫との最初の出会いはひどくショッキングなものだった。フランツ・カールは不器用で容姿も地味な青年で、狩猟パーティの最中に一度だけ交わした会話も若い王女の気に入る内容とは言えなかった。バイエルン国王夫妻も、幾らかは見どころのある皇子だと聞いていたフランツ・カールが、あまりに鈍重で魅力のない男だと知ると、娘を気の毒に思ってこの縁談に消極的になった。ところが政治的な将来性のため、この縁組は成立する運びとなった。てんかんの発作を抱える皇太子（のちの皇帝フェルディナント1世）に子供が望めないのは誰の目にも明らかなため、弟のフランツ・カールにはいずれ帝位が転がり込んでくる（はずだった）のである。
ゾフィーは莫大な花嫁持参金をつけて送り出されたため、ウィーン宮廷でも貧しい田舎娘とは見なされなかった。ゾフィーは嫁入りに際して綱のついた長櫃に、ミュンヘンのファッションデザイナーに作らせた最新の流行のローブを沢山詰め込んで、ウィーンに乗り込んだ。装身具に関しても、父マクシミリアン1世は宝石鑑定の専門家と相談しつつ、娘に最も相応しいものを選んで与えた。

### 結婚生活

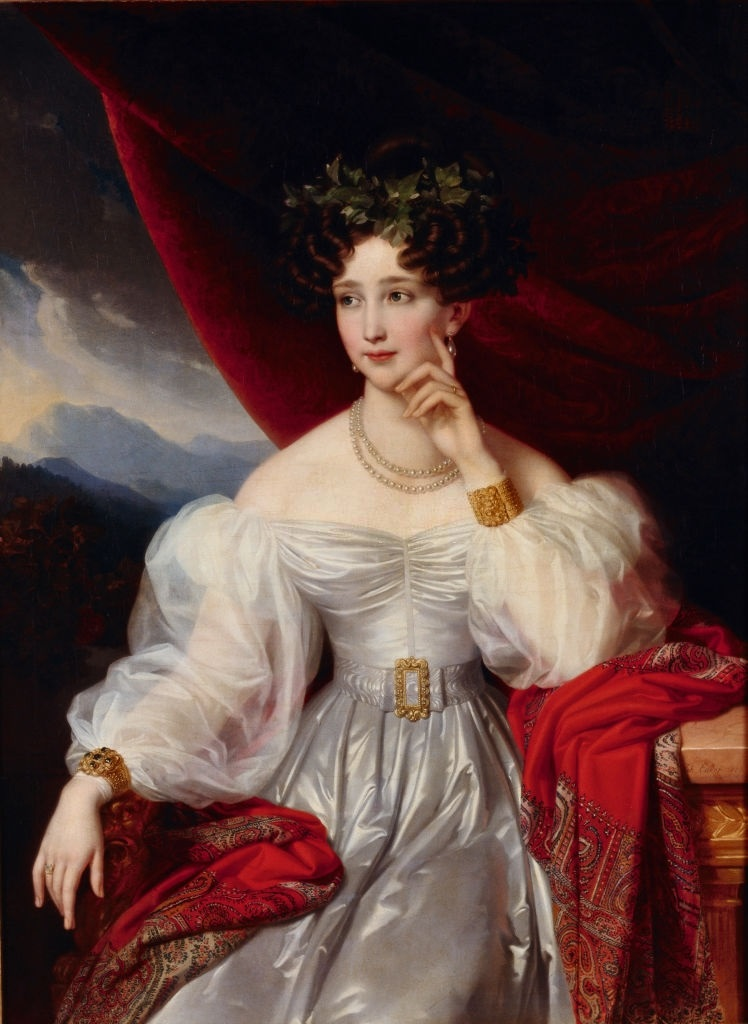
ゾフィー大公妃、ヨーゼフ・カール・シュティーラー画、1830年

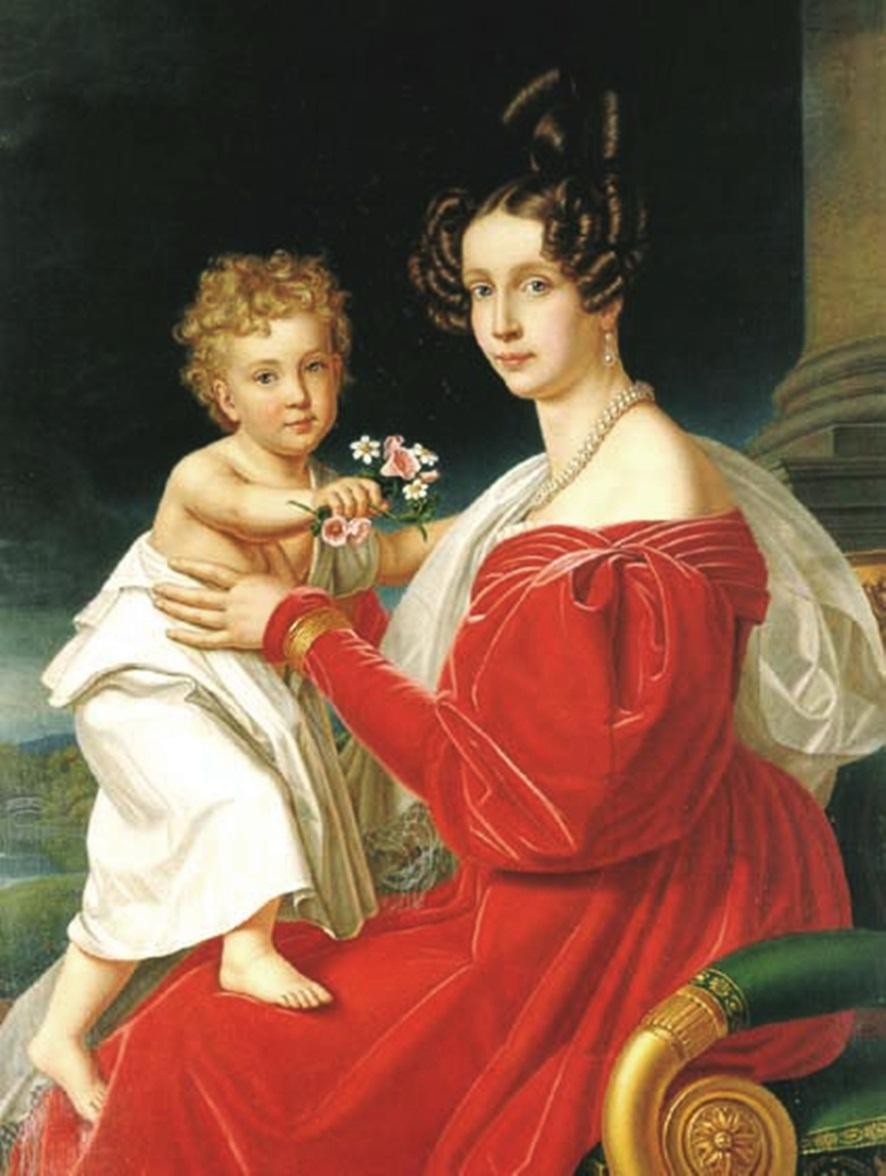
ゾフィーと長男のフランツ・ヨーゼフ、1830年頃

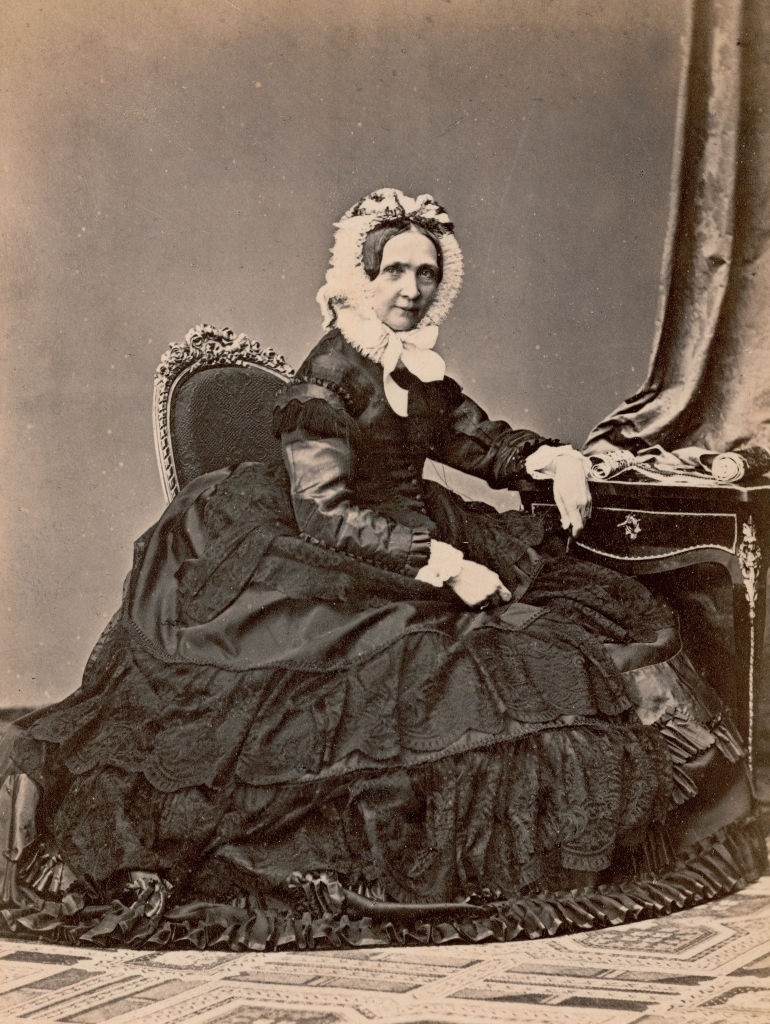
晩年のゾフィー大公妃、1866年撮影

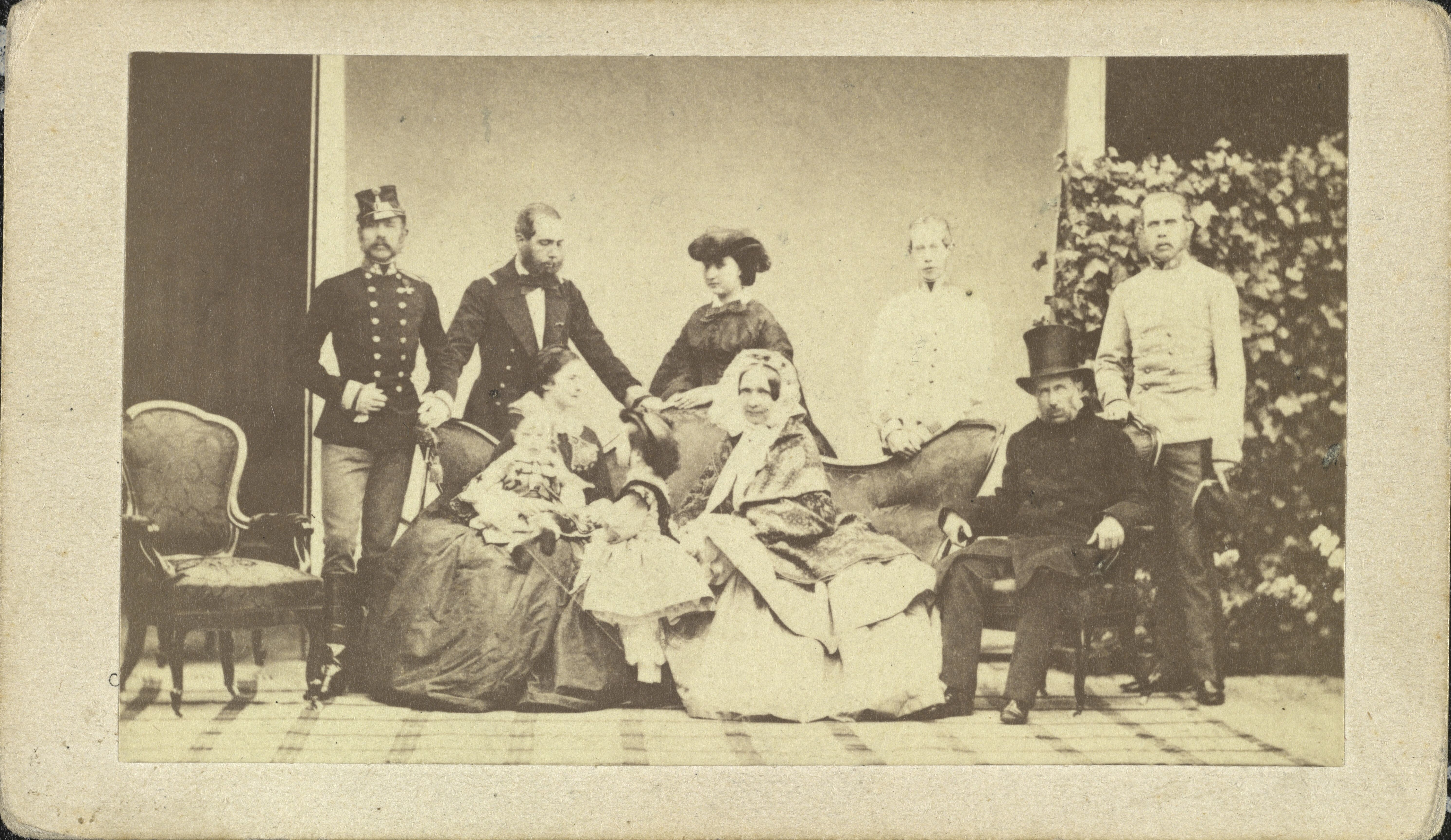
1861年撮影のオーストリア皇帝一家、ゾフィー大公妃は中央に座っている

ゾフィーは1824年11月4日にウィーンにおいて、フランツ・カール大公と結婚した。皇帝家に世継ぎをもたらすことを期待されたゾフィーは、幾度かの流産と、バート・イシュルでの鉱泉療養を経て、結婚後6年目にようやく長男のフランツ・ヨーゼフを出産した。その3年後に次男フェルディナント・マクシミリアンを、その翌年に三男カール・ルートヴィヒを、そして長男誕生から12年後に末息子のルートヴィヒ・ヴィクトルを産んでいる。娘のマリア・アンナは伯父の皇帝フェルディナント1世と同じくてんかんであり、この病気のため4歳で亡くなった。
ゾフィーは夫の6歳年下のハンサムな甥、ライヒシュタット公爵フランツとしてオーストリア宮廷で暮らしていたナポレオン2世と仲が良く、2人で頻繁にバレエやコンサートに出かけていた。このため、ライヒシュタット公爵が亡くなった年に生まれた次男フェルディナント・マクシミリアンについては、実父はライヒシュタット公爵だという噂があった。

### 皇帝の母として
1848年革命の波がオーストリア帝国にも襲いかかると、ゾフィーは君主政を護持することを強く決意した。大公妃は才知と精力を備えた有能な女性であり、息子のフランツ・ヨーゼフ1世の治世初期には、ウルトラモンタニズムに代表される保守主義の庇護者として、オーストリア帝国の政治に絶大な影響力を及ぼした。帝国の臣民たちは、ゾフィーを密かに「宮廷内のただ一人の本物の男だ（den einzigen Mann bei Hofe）」と評していた。ゾフィーが皇帝の母として大きな権力を持った時代に、抑圧されたハンガリー人はゾフィーを激しく憎悪した。ゾフィーを嫌っていた嫁で姪の皇后エリーザベトは、機会あるごとに姑を嫌うハンガリー人を贔屓にすることで、姑に反抗しようとした。
ゾフィーは初孫で自分の名を受け継いだゾフィー大公女（フランツ・ヨーゼフの長女）の洗礼の代母を務めた。ゾフィーはエリーザベトとフランツ・ヨーゼフから3人の孫の養育権、命名権を完全に奪ったが、1865年、皇太子である孫のルドルフが厳格な教育が原因で神経過敏になっていることを憂いたエリーザベトのフランツ・ヨーゼフへの嘆願により、養育権がエリーザベトに移され、権力を失っていった。更に1867年に次男のマクシミリアンがメキシコで処刑され、大西洋をわたりオーストリアに移送された銃殺された彼の遺体と対面すると「なんと可哀そうに、罪人のように処刑されるとは！」と嗚咽を漏らした。愛息の非業の死を見てからは、すっかり気落ちして生きる気力を失った。
1872年の春、ゾフィーは観劇のために訪れたブルク劇場が余りにも暑かったことから、王宮に戻った際に薄いイブニングドレスを着たままバルコニーで涼もうとして眠り込んでしまい、体を冷やし過ぎて肺炎に罹り、そのまま亡くなった。オーストリアの宮廷で圧倒的な影響力を持った女丈夫のあっけない死であった。病に倒れたゾフィー大公妃を必死に看病し、大公妃の最期を看取ったのは激しい対立関係にあったエリーザベトである。ゾフィーは最期になってエリーザベトと初めて和解したといわれている。遺骸はカプツィーナー納骨堂内部のライヒシュタット公爵と息子マクシミリアンの遺骸の間に安置された。

## 子女
- フランツ・ヨーゼフ・カール（1830年 - 1916年） - オーストリア皇帝
- フェルディナント・マクシミリアン・ヨーゼフ・マリア（1832年 - 1867年） - メキシコ皇帝
- カール・ルートヴィヒ・ヨーゼフ・マリア（1833年 - 1896年）
- マリア・アンナ・カロリーナ・ピア（1835年 - 1840年）
- 男児（死産、1840年）
- ルートヴィヒ・ヴィクトル・アントン・マリア（1842年 - 1919年）